# Partit Agrari d'Unió Social
El Partit Agrari d'Unió Social o Partit Agrari (en francès Parti paysan o Parti Paysan d'Union Sociale) fou un partit polític francès fundat el 1945 per Paul Antier per tal de representar políticament els interessos del medi agrari i assegurar el relleu de l'antic Partit Agrari i Camperol Francès (PAPF). Un dels seus líders destacats fou Camille Laurens, antic síndic nacional adjunt de la Corporation Paysanne. El 15 de febrer de 1951 el partit fou absorbit pel Centre Nacional dels Independents, que després es transformaria en Centre Nacional d'Independents i Agraris (CNIP). En novembre de 1951 i el 1953 Paul Antier intentà reprendre un Partit Agrari.